# 张东升
张东升（1953年12月—），男，藏族，四川炉霍人，中华人民共和国政治人物。西南民族学院政史系马列理论专修班专业毕业。

## 生平
1980年加入中国共产党。
2013年，当选第十二届全国人民代表大会四川地区代表。
2017年1月，辞去四川省人大常委会副主任职务。